# ノックダウン
ノックダウン（Knock Down）は、ボクシングや格闘技（特に立ち技系格闘技）の試合中に相手の攻撃を受けて足の裏以外の部分を地面につける状態のことである。単にダウンと省略されることもある。国際サンボ連盟のコンバットサンボでの略称KD。
以下はノックダウンをダウンと表記する。

## 概要
ボクシングやキックボクシングなどの試合では、ダウンを宣告してから立ち上がって試合を続行できないと判断される場合にノックアウト（以下、KO）が宣告され、試合が終了させられる。ダウンをしたまま10秒間立ち上がらない場合は、自動的にKOとなる。
ボクシングなど、ダウン後の攻撃をしない格闘技では、相手をノックアウトをさせた選手はレフェリーから倒れている選手からできるだけ遠いコーナーへ行くことを指示される。
スタンディングダウン
地面に足の裏以外の部分をつけなくても、あまりにも一方的に攻撃を加えられ続けて防戦一方になった場合、レフェリーがダウンしたと扱って宣告すること。基本的に、ダウンを宣告されてしまうとポイントを失うため判定にも影響する。選手の中には、勝ちたい一心で、強いダメージを受けても倒れることを是が非でも避けようとする選手もおり、こうなると必要以上にダメージが蓄積されてしまう。そこで、一方的に攻撃される状態が続くようならば、立っていてもダウンを宣告して一旦試合の流れを止めるようになった。
日本ボクシングコミッション（JBC）では1998年2月にスタンディングカウント（スタンディングダウン）を廃止したが、当初から日本プロボクシング協会内部には復活を求める声が高く、JBCと協会の連絡会議では復活を求める要望とそれを否定するやりとりが頻繁に交わされている。2008年10月10日のJBC試合役員会でも、協会関係者からのスタンディングダウンを復活してほしいとの要望に、試合役員会が事故防止の観点から応じられないと意思表示するやりとりがあった。ルール上はノースタンディングカウントを貫いているが、実際にはレフェリーのルール解釈によりルールブックにはない「ロープダウン」の名の下にスタンディングカウントが行われている。
ダブルノックダウン
対戦している両者が同時にノックダウンになった状態のこと。レフェリーが10カウントを始めるが、両者ともが立ち上がって試合続行可能であればそのまま続行。一方が立ち上がって一方が立ち上がれなければノックアウトとして勝敗が決定。両者とも立ち上がれなければダブルノックアウトとして引き分けとなる。

## 他競技
寝技が使えるプロレスと総合格闘技のような競技でも、攻撃を受けて瞬間的に意識が飛んだりした場合には、ノックダウンを宣告するルールを規定する団体もある。ただ、競技の性質上、先に述べたようなルールを規定する団体は稀である。これは、攻撃を受けて倒れこんだとしても、そこから寝技などの展開があるため、試合の流れを止めることが出来ないからである。その為、プロレスと総合格闘技では、事実上「ノックダウン」は存在しないといえる。

## スリップ
攻撃を受けて倒れても、ダウンが宣告されないケースもある。それは、攻撃が体を掠めただけで大したダメージがなく、足を滑らせたり、バランスを崩したり、尻餅をついたりするケースである。こうした場合、レフェリーは「スリップ」を宣告し、対戦相手を倒れた選手から引き離し、倒れた選手が立ち上がるまで試合の流れを止める。そして、選手が立ち上がると、試合を続行させる。問題点としては、対戦相手の攻撃が選手にダメージを与えたから倒れたのか、それとも単にバランスを崩しただけなのか、レフェリーには判断が付かないことがあげられる。単にバランスを崩して尻餅をついただけなのに、レフェリーが誤ってダウンを取ることがあり、選手が猛抗議したり、「相手の攻撃は効いてない」とアピールする場面も見られる。